# 桑原悠 (政治家)
桑原 悠（くわばら はるか、1986年8月4日 - ）は、日本の政治家。新潟県津南町長（2期）。元津南町議会議員（2期）。

## 来歴
新潟県中魚沼郡津南町出身。津南町立津南小学校、津南町立津南中学校卒業。2005年（平成17年）3月、新潟県立国際情報高等学校卒業。同年4月、早稲田大学社会科学部入学。大学在学中の2007年（平成19年）、オレゴン大学に1年間単位交換留学する。2009年（平成21年）3月、同大学卒業。同年4月、東京大学公共政策大学院に入学。同大学院に客員教授として招かれた増田寛也と知己を得て、増田から時にメールや電話でアドバイスを受けたという。
2011年（平成23年）3月12日、長野県北部地震が発生。津南町は震度6弱を計測。郷里の惨状を見て町議会議員選挙に立候補することを決意し、10月30日に行われた町議選でトップ当選を果たした。25歳で当選したことが話題を集める。同年12月26日発行の『AERA』の特集「アエラが選ぶ日本を立て直す100人」に選ばれる。2012年（平成24年）、大学院修了。
2015年（平成27年）、再選。同年、副議長に就任。町議時代に養豚業を営む男性と結婚。
2018年（平成30年）3月19日、新聞社の取材に対し、任期満了に伴う津南町長選挙に出馬する意向を明らかにした。同年6月24日に行われた町長選に自由民主党津南支部、津南町建設協会、現職の上村憲司町長などの支援を受けて立候補。元町議の半戸哲郎ら2候補を破り初当選を果たした。7月9日、町長就任。31歳10ヶ月での当選で、現職では当時の全国最年少町長となった。
※当日有権者数：8,416人 最終投票率：77.78%（前回比：0.46pts）
| 候補者名 | 年齢 | 所属党派 | 新旧別 | 得票数  | 得票率 | 推薦・支持 |
| -------- | ---- | -------- | ------ | ------- | ------ | ---------- |
| 桑原悠   | 31   | 無所属   | 新     | 2,614票 | 40.28% |            |
| 半戸哲郎 | 67   | 無所属   | 新     | 2,422票 | 37.32% |            |
| 高橋真二 | 57   | 無所属   | 新     | 1,454票 | 22.40% |            |

2021年7月2日、国土交通省国土審議会計画部会委員に就任。
2022年（令和4年）6月19日に投開票が行われた町長選挙で新人2人を破り再選。
※当日有権者数：7,740人 最終投票率：78.60%（前回比：0.82pts）
| 候補者名 | 年齢 | 所属党派 | 新旧別 | 得票数  | 得票率 | 推薦・支持 |
| -------- | ---- | -------- | ------ | ------- | ------ | ---------- |
| 桑原悠   | 35   | 無所属   | 現     | 3,481票 | 57.61% |            |
| 小野塚均 | 66   | 無所属   | 新     | 2,383票 | 39.44% |            |
| 藤木正喜 | 67   | 無所属   | 新     | 178票   | 2.95%  |            |

令和臨調第3部会「国土構想」委員に就任。
2024年（令和6年）1月31日に奈良県田原本町長の高江啓史（35歳）が就任するまで、全国最年少町長。

## 役職
- 内閣官房・内閣府未来技術×地方創生検討会委員〈2019年〉[15]
- 内閣官房国・地方脱炭素実現会議委員〈2020年〉[16]
- 国土交通省国土審議会計画部会委員〈2021年〉
- 令和臨調第3部会「国土構想」委員〈2022年〉
- 令和臨調「メイヤーズ連合」世話人〈2023年3月7日〉[17][18]

## 政策・主張
- 2019（令和元年）、過疎化の課題や解決策を公募した町民らと考える「津南未来会議」を立ち上げた。第1回会合は同年5月28日に開催された[19]。計5回開かれる会議の結論を踏まえて官民でDMO（観光地経営組織）を設立し、地域ブランディングを連携して進める予定[3]。

## 人物
- 県議会議員や国会議員になるつもりはないという[20]。国会議員について桑原は「地方の町村の人たちの暮らしぶりを実感として知っていて、きちんと味方になって地域の声を代弁する国会議員の方々が少なくなっているのではないかと危惧している」と述べている[20]。

- 2019年5月2日付の日本経済新聞朝刊の記事「令和新時代 こんな日本に」において、「令和新時代に活躍が期待される人」に選ばれた[21]。

- 夫（養豚農家）、子供2人、夫の祖父と両親と暮らす[20]。